# Sportfahrerlehrgang
Sportfahrerlehrgänge auf dem Nürburgring finden seit 1958 zweimal jährlich statt. Dazu wird der gesamte Nürburgring, d. h. die Formel-1-Grand-Prix-Strecke und die Nordschleife in zehn Sektionen geteilt, auf denen das zügige und sichere Fahren auf der Ideallinie geübt wird. Die Teilnehmer haben zwischendurch Möglichkeit im sogenannten „freien Training“ das Erlernte auszuprobieren. Eine Nationale-DMSB-Lizenz kann vor Ort erworben werden. Veranstalter ist die Scuderia Hanseat Gesellschaft für sicheres Autofahren mbH. Sie ist inzwischen zur Scuderia Hanseat Aktiengesellschaft für sicheres Autofahren geworden.
Beim ersten Lehrgang im April 1958 schnitt ein Armamputierter als bester Teilnehmer ab.

## Belege
1. ↑  Scuderia-Hanseat : Impressum. In: scuderia-hanseat.de. Abgerufen am 15. Februar 2018.
2. ↑  Scuderia-Hanseat : Impressum. (de) In: scuderia-hanseat.de. Abgerufen am 2. August 2024.
3. ↑  Spiegel-Artikel Die Kraft-Rutscher vom 6. Mai 1958.